# 波密早熟禾
波密早熟禾（学名：Poa bomiensis），为禾本科早熟禾属下的一个植物种。